# 拉德丘基
50°28′41″N 34°32′3″E / 50.47806°N 34.53417°E
拉德丘基（烏克蘭語：Радчуки）是位於烏克蘭東北部的村莊，由蘇梅州蘇梅區的萊貝丁市鎮負責管轄。該村處於布德爾卡河畔，距離托普奇伊1.5公里，海拔高度160米，2001年人口19。